# Paul Nadar
Pour les articles homonymes, voir Nadar (homonymie) et Tournachon.
Ne doit pas être confondu avec Nadar et Nadar jeune
Paul Tournachon, dit Paul Nadar, est un photographe français, né le 8 février 1856 à Paris où il est mort le 1er septembre 1939.
Il est le fils de Félix Tournachon, dit Nadar (1820-1910), et le neveu d'Adrien Tournachon, dit « Nadar jeune »  (1825-1903).

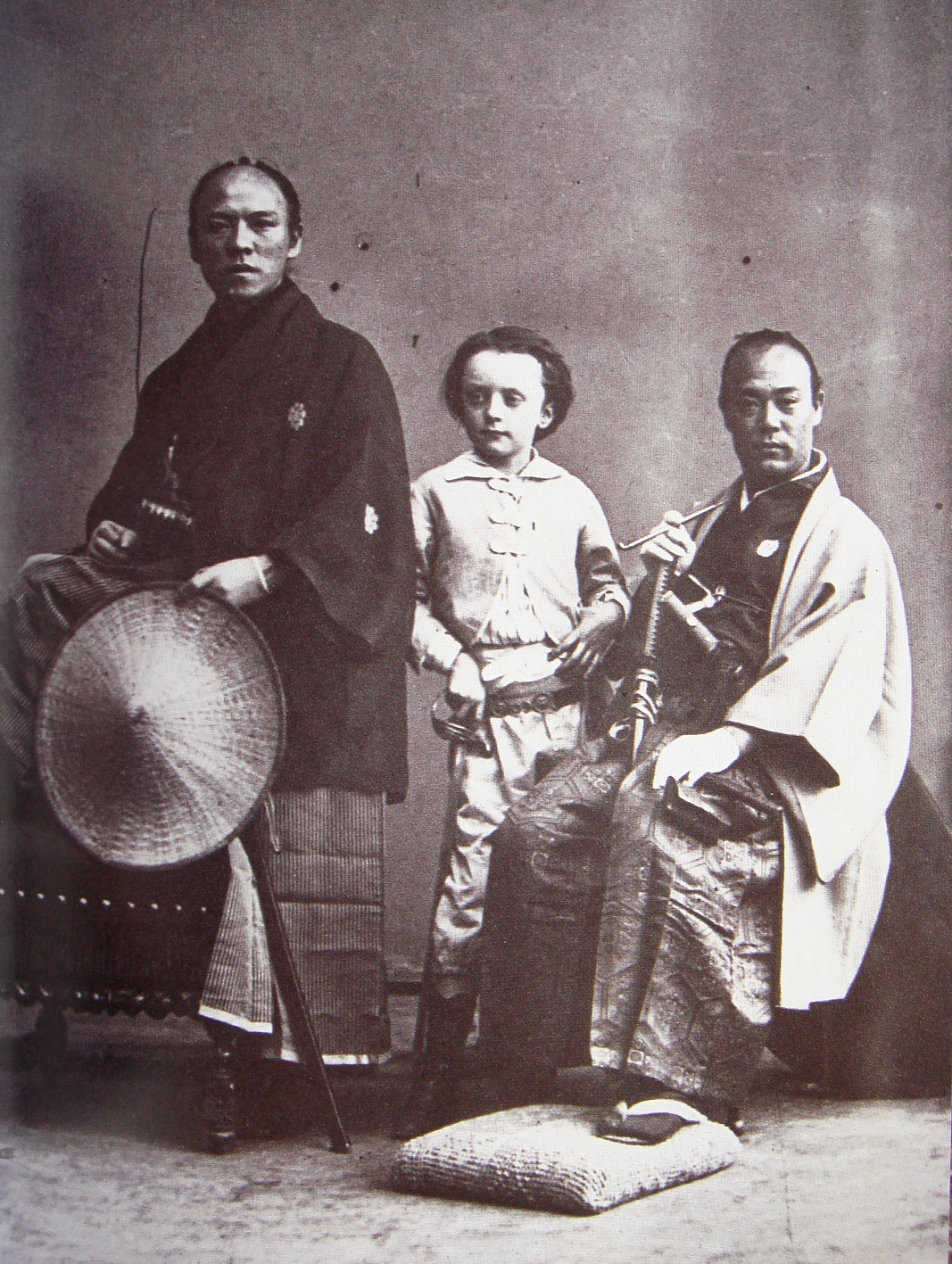
Paul photographié avec des samouraïs de la Mission Ikeda en 1863.

## Biographie

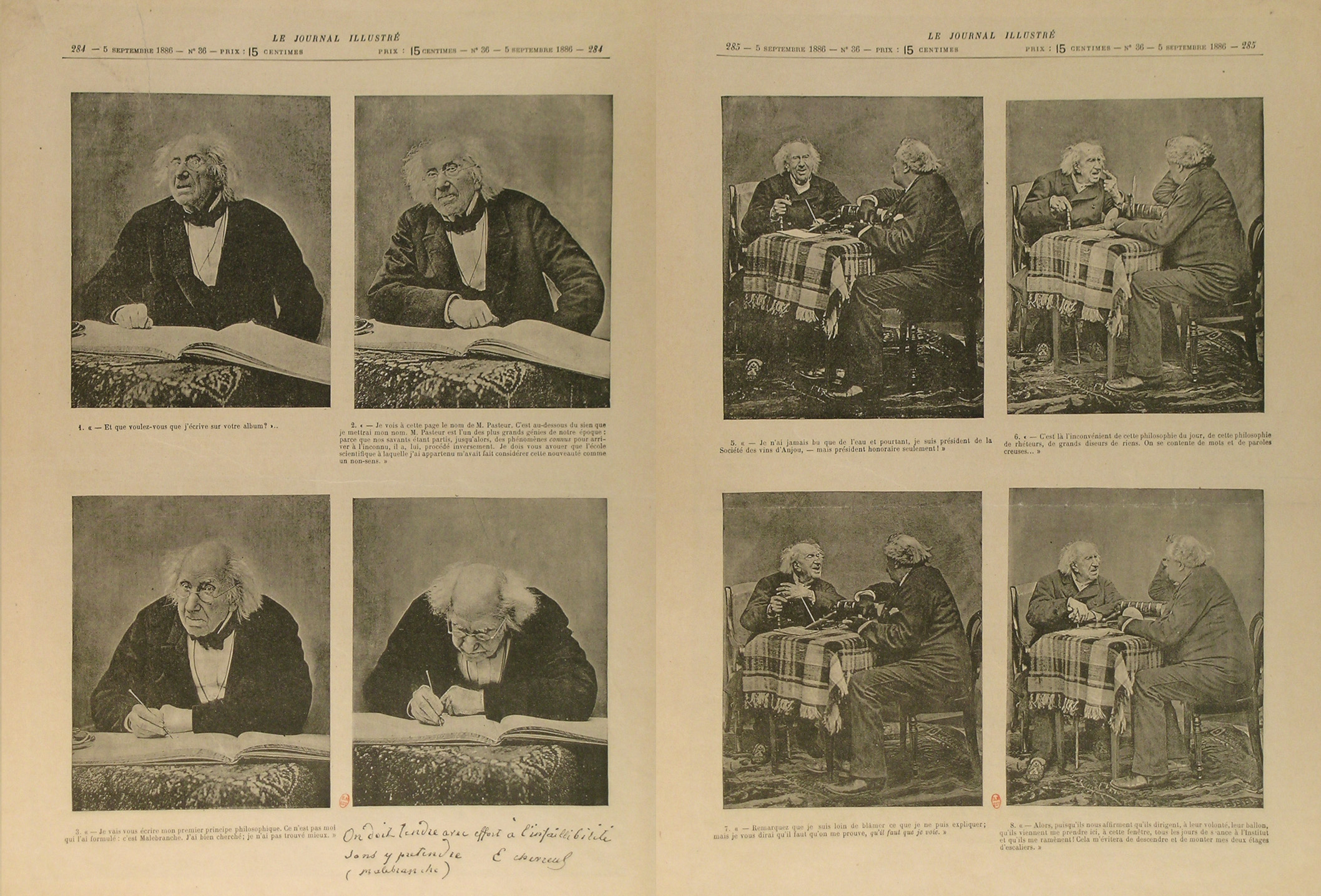
Reportage photographique de Paul et Félix Nadar sur Chevreul.

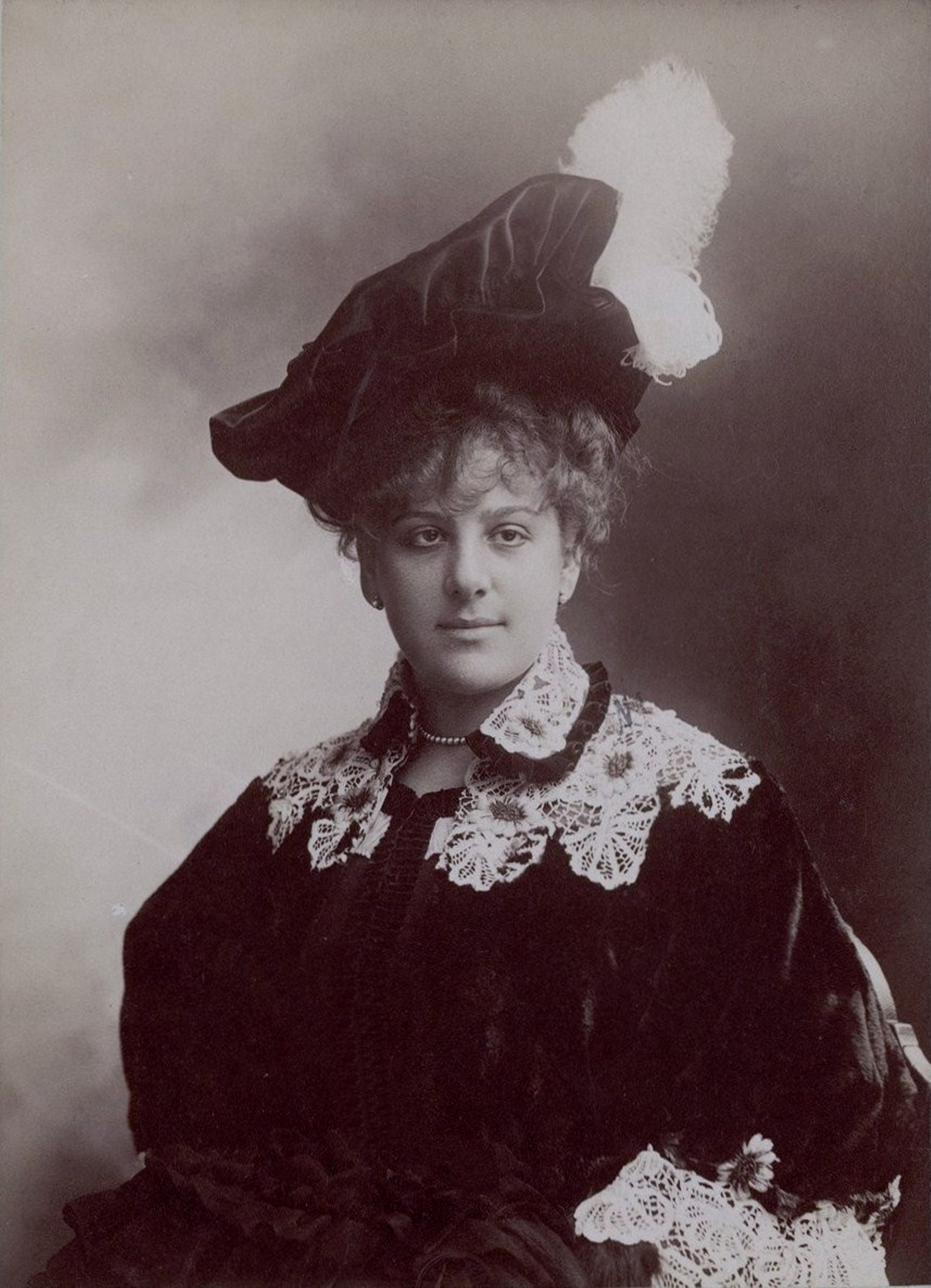
La cantatrice Lucy Arbell photographiée par Paul Nadar.

Paul Nadar est le fils de Félix Tournachon (dit Nadar) et d'Ernestine Constance Lefèvre. Suivant les pas de son père, Paul se lance dans la photographie, ce qui est l'occasion d'une collaboration étroite entre les deux hommes, qui ont notamment partagé leur atelier et réalisé ensemble une série de photographies du chimiste Eugène Chevreul en 1886. Toutefois, des divergences artistiques apparaissent entre le père et le fils. Tandis que Félix privilégie les poses solennelles et graves, son fils a une conception plus fantaisiste de la photographie. Paul utilise parfois des trucages et s'intéresse davantage aux gens du spectacle.
Paul Nadar réutilise le pseudonyme Nadar avec la permission de son père, mais cette fois en y ajoutant son prénom, tandis que son père l'utilisait seul.
Il est président-fondateur de la Société des auteurs photographes et président de la Chambre syndicale de la photographie et de ses applications.
Le 24 juin 1894, Paul Nadar épouse Élisabeth Marie Degrandi dans le 8e arrondissement de Paris. Il est alors dit industriel et habite au 51, rue d'Anjou. Elle habite au 22, rue Lavoisier. Alfred Périn, secrétaire général de la Société Générale de Crédit mobilier espagnol, ami de Paul Nadar, est témoin du mariage. Marie Degrandi est alors pensionnaire du théâtre national de l'Opéra-Comique comme chanteuse lyrique soprano. Le 8 août 1894, le Journal annonce avoir reçu le faire-part de mariage de Paul Nadar et Mlle Marie Degrandi. Ils divorcent le 22 juillet 1919.
Marthe Ernestine Anne naît le 8 mai 1912 au 11, rue Clapeyron dans le 8e arrondissement de Paris. Ses parents ne sont pas nommés. Paul Nadar et Marie Anne Parquet reconnaissent l'enfant le 10 janvier 1920. Elle est légitimée par le mariage de ses parents le 21 du même mois. À partir des années 1930, Marthe Nadar devient la collaboratrice de son père au sein de l'atelier photographique familial. Paul Nadar lègue l’atelier à sa fille à son décès en 1939.
Il est enterré à Paris au cimetière du Père-Lachaise (36e division).

## Distinctions
- Chevalier de l'ordre du Lion et du Soleil (1889)
- Chevalier de l'ordre de Léopold (1897)
- Officier d'académie (1905)
- Officier de la Légion d'honneur (décret du 1er novembre 1912)[9]. Nommé chevalier le 14 août 1900.